# Max Steineke

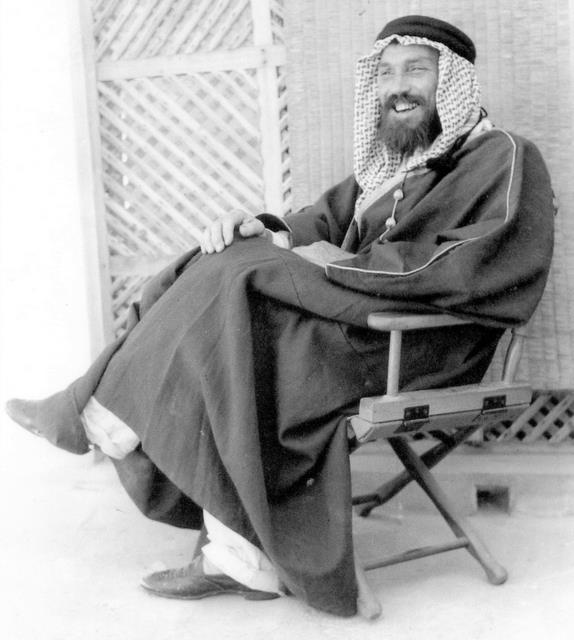
Max Steineke 1938

Max Steineke (* März 1898 in Brookings, Oregon; † April 1952 in Los Altos, Kalifornien) war ein US-amerikanischer Erdölgeologe, der als Chefgeologe von Saudi Aramco und dessen Vorgänger Casoc die ersten größeren, kommerziell ergiebigen Ölvorkommen in Saudi-Arabien fand.

## Anfangsjahre
Steineke war eines von neun Kindern eines deutschen Einwanderers. Er verließ mit 12 Jahren sein Elternhaus um in Crescent City in Kalifornien in einer Sägemühle zu arbeiten. Ein Lehrer, den er dort kennenlernte, ermutigte ihn seine Ausbildung fortzusetzen und er studierte ab 1917 an der Stanford University Geologie mit dem Bachelor-Abschluss 1921. Danach war er als Erdölgeologe in Kalifornien, Alaska, Kanada, Kolumbien und Neuseeland tätig.

## Arbeit für Saudi Aramco
1934 kam er als Geologe für die kurz zuvor gegründete Saudi Aramco nach Saudi-Arabien und wurde dort 1936 Chefgeologe. Im Frühjahr 1937 leitete er eine motorisierte Prospektionsreise nach Erdöl durch Saudi-Arabien, und ihre dabei gewonnenen geographischen und geologischen Erkenntnisse bildeten die Grundlage für alle weiteren Explorationen (die letztlich zu den Entdeckungen der gewaltigen Ölfelder von Ghawar, Abqaiq, Qatif führten). Zuvor hatte man 1934 im Gebiet des kleinen Fischerdorfs Dammam mit Bohrungen begonnen, das 1933 von den Geologen Schuyler „Krug“ Henry, Robert „Bert“ Miller und J. W. „Soak“ Hoover erkundet und für Probebohrungen ausgewählt worden war. Nach anfänglichen Misserfolgen wurde auf Steinekes Drängen tiefer gebohrt (tiefer als man aus Erfahrungen aus den Ölfunden im nahen Bahrain erwartete) und in einem letzten Anlauf (Steineke hatte kurz zuvor in San Francisco mühe, den Verwaltungsrat von Saudi Aramco zum Weitersuchen in Saudi-Arabien zu bewegen) stieß man am 3. März 1938 in 1400 m Tiefe (4727 Fuß) im Bohrloch Nr. 7 (von insgesamt 10 bis dahin erfolglosen Bohrungen) auf ein ergiebiges Ölfeld, das allein in Nr. 7 am Ende des Monats 3000 Barrel pro Tag lieferte. 1939 wurden fünf weitere Bohrungen im Dammam-Feld getätigt und 1940 nochmals sieben begonnen, so dass 1940 11 Bohrungen Öl und vier Gas lieferten. Es gab auch Rückschläge, zum Beispiel explodierte im Juli 1939 Dammam Nr. 12. Im selben Jahr wurde Steineke 45 Meilen südlich erneut fündig und erschloss das Abqaiq-Ölfeld. Hauptquartier war in Dhahran. Am 1. Mai 1939 besuchte der saudische König Dhahran, als der erste Tanker seine Ölladung abholte.
Die von ihm entwickelten Methoden für Erkundungsbohrungen waren auch in anderen Prospektionen sehr erfolgreich, zum Beispiel bei der Entdeckung des größten Ölfeldes in Saudi-Arabien und weltweit, Ghawar. 1951 erhielt er dafür die Sidney Powers Memorial Medal der American Association of Petroleum Geologists.
Steineke setzte seine Arbeit für die Saudi Aramco auch im Zweiten Weltkrieg fort (als einziger verbliebener Geologe neben Robert Bramkamp und Thomas C. Barger) – allerdings wurde die Erkundung in dieser Zeit gestoppt zugunsten der Sicherung der Produktion. 1944 wurde die Gesellschaft von California Arabic Standard Oil Company (Casoc), eine Tochter der Standard Oil of California (Socal), in Aramco (Arabian American Oil Company) umbenannt. Er blieb bis 1950 in Saudi-Arabien, als ihn eine 1948 beginnende chronische Erkrankung zum Rückzug zwang. Er zog nach Los Altos in Kalifornien. Sein Nachfolger als Chefgeologe war der Paläontologe Robert Bramkamp.
Eine Stiftungsprofessur an der Stanford University ist nach ihm benannt.